# Branimir Janković
Branimir Janković (Vinkovci, 1980.), hrvatski povjesničar i javni povjesničar, izvanredni profesor na Filozofskom fakultetu Sveučilišta u Zagrebu.

## Životopis
Diplomirao povijest i hrvatski jezik i književnost 2006. na Filozofskom fakultetu u Zagrebu. Na istom fakultetu doktorirao 2014. radom "Teorijske i metodološke preobrazbe hrvatske historiografije 1970-ih i 1980-ih godina". Od 2009. zaposlen kao znanstveni novak na Odsjeku za povijest Filozofskog fakulteta u Zagrebu, gdje od 2015. radi kao poslijedoktorand, od 2019. kao docent, a od 2024. kao izvanredni profesor.
Znanstveno i nastavno bavi se teorijom povijesti, intelektualnom povijesti, javnoj povijesti, komparativnom povijesti revolucija, historiografijom i nacionalizmom. Urednik je portala i stranice za popularizaciju povijesti i posredovanje između akademske zajednice i zainteresirane javnosti Historiografija.hr te urednik stranice Javna povijest/Public History pri Facebooku. 
Na Odsjeku za povijest Filozofskog fakulteta Sveučilišta u Zagrebu izvodi nastavu na preddiplomskom, diplomskom i doktorskom studiju na predmetima "Povijest historiografije", "Javna povijest", "Historiografija i nacionalizam" i drugim.

## Objavljene monografije
- Mijenjanje sebe same. Preobrazbe hrvatske historiografije kasnog socijalizma, Zagreb: Srednja Europa, 2016.

## Vanjske poveznice
- Odsjek za povijest Filozofskog fakulteta u Zagrebu - službeni životopis i detaljni popis objavljenih radova
- CROSBI - Hrvatska znanstvena biografija - detaljni popis objavljenih radova